# Eileen (film)
Eileen è un film del 2023 diretto da William Oldroyd.
La pellicola è l'adattamento cinematografico dell'omonimo romanzo del 2015 di Ottessa Moshfegh, co-autrice della sceneggiatura.

## Trama
Nuova Inghilterra, Massachusetts. Negli anni 1960, Eileen Dunlop lavora come segretaria in un istituto di correzione per ragazzi adolescenti. Al lavoro, è evitata dai colleghi e fantastica su una guardia di nome Randy. A casa, vive con il padre vedovo e alcolizzato, Jim, un ex capo della polizia che soffre di paranoia ed è emotivamente violento nei suoi confronti. Eileen spesso fantastica di uccidere se stessa e suo padre.
Una nuova psicologa, Rebecca Saint John, si unisce al personale della prigione. Eileen è immediatamente attratta dalla conversazione intellettuale e dall'aspetto affascinante di Rebecca. Rebecca inizia a lavorare con un detenuto, Lee Polk, che è stato imprigionato per aver accoltellato a morte il padre. Rebecca invita la madre di Lee, Anne, a parlare con lei e Lee, ma Anne se ne va presto sconvolta dopo che Lee si rifiuta di parlare con lei. Quella sera, Rebecca invita Eileen in un bar locale. Dopo una notte di bevute e balli, Rebecca bacia Eileen prima di andarsene.
La mattina dopo, Eileen si sveglia in macchina e scopre che Jim l'ha chiusa fuori di casa. Mentre pulisce il vomito dal sedile della macchina, arriva un poliziotto locale per informarla che i vicini hanno sollevato lamentele sul comportamento violento e irregolare di Jim. Di conseguenza, Jim ha accettato di affidare la sua pistola alle cure di Eileen. Al lavoro, Eileen è sconvolta nello scoprire che Rebecca è già partita per le vacanze di Natale. Eileen trascorre la giornata dormendo alla scrivania di Rebecca.
La vigilia di Natale, Eileen riceve una chiamata da Rebecca, che la invita a casa sua per un drink. Quando Eileen arriva, condividono un drink, ma una Rebecca in preda al panico alla fine rivela che in realtà sono a casa dei Polk. Rebecca, sospettando che Lee sia stato abusato sessualmente da suo padre, era arrivata per interrogare Anne. La conversazione si è accesa e, dopo una colluttazione durante la quale sono caduti nel seminterrato, Rebecca ha legato Anne e l'ha drogata. Ora ha in programma di costringere Anne ad ammettere il coinvolgimento negli abusi di suo figlio, con Eileen come testimone. Eileen accetta con riluttanza di aiutare, recuperando la pistola di suo padre dalla sua auto.
Nel seminterrato, Anne crolla dopo essere stata minacciata da Eileen. Ammette che, sebbene inizialmente ignara degli abusi del marito su Lee, alla fine ne è diventata consapevole dopo aver sorpreso il marito nella stanza di Lee. Sentendosi impotente nel fermare gli abusi e godendo del rinnovato interesse del marito per lei, Anne ha invece aiutato il marito facendo un clistere a Lee e facendogli il bagno prima che andasse a letto.
Mentre Anne finisce il suo racconto, Eileen le spara alla spalla; Eileen e Rebecca drogano Anne fino a farle perdere i sensi. Tra il disagio di Rebecca, Eileen suggerisce di incastrare Jim per la sparatoria e di scappare insieme, confessandole il suo amore. Le due caricano Anne nella macchina di Eileen e concordano di incontrarsi a casa di Eileen. Rebecca non si presenta e, all'alba, Eileen guida fino a una foresta remota e lascia Anne ancora drogata nella sua macchina, che si riempie di fumo del motore. Eileen torna quindi sulla strada principale e fa l'autostop, sorridendo tra sé mentre lascia la città.

## Produzione
Inizialmente concepito come un progetto della Fox Searchlight con una sceneggiatura di Erin Cressida Wilson, il film è stato co-prodotto da Endeavor e la stessa Ottessa Moshfegh, autrice del romanzo, ha riadattato la propria opera per il grande schermo insieme al marito Luke Goebel.
Le riprese si sono svolte in New Jersey tra la fine del 2021 e l'inizio del 2022.

## Promozione
Il primo trailer del film è stato diffuso il 17 ottobre 2023.

## Distribuzione
Il film è stato presentato in anteprima mondiale il 21 gennaio 2023 in occasione del Sundance Film Festival. La pellicola è stata distribuita nelle sale statunitensi l'8 dicembre 2023. La distribuzione nelle sale italiane è avvenuta a maggio 2024.

## Accoglienza
Eileen è stato accolto positivamente dalla critica. L'aggregatore di recensioni Rotten Tomatoes riporta l'85% di recensioni positive con un punteggio medio di 7,1 su 10 basato sul parere di 176 critici. Rimangono alcune voci contrarie, come quella del critico Damiano Panettoni che su Movieplayer scrive che dopo la visione rimane "una strana sensazione incompiuta, come se fossimo stati testimoni di qualcosa di enorme che, però, viene smorzato della sua potenza, venendo compressa e in qualche modo standardizzata". Anche Mario Turco su Sentieri Selvaggi nota che "Storia, personaggi, colori da neo-noir per un film che non lo diventa mai. Accarezza la morbosità ma s’accontenta di raccontare il dramma di una mente spezzata dall’ordinarietà".

## Riconoscimenti
- 2023 - Independent Spirit Awards[10]
  - Candidatura per il miglior regista a William Oldroyd
  - Candidatura per la miglior interpretazione non protagonista ad Anne Hathaway
  - Candidatura per la miglior interpretazione non protagonista a Marin Ireland